# ألبرت ريختر
ألبرت ريختر (بالإنجليزية: Albert Richter) مواليد 14 أكتوبر 1912 في كولونيا - الوفاة 2 يناير 1940، كان دراج ألماني في صنف سباق الدراجات على الطريق وعلى المضمار.

## روابط خارجية
- ألبرت ريختر على موقع أرشيف الدراجات (الإنجليزية)